# هارفي مونتي
هارفي مونتي (بالهولندية: Harvey Monte)‏ هو لاعب كرة قاعدة هولندي، ولد في 8 أكتوبر 1981.

## وصلات خارجية
- هارفي مونتي على موقع أوليمبيديا (الإنجليزية)